# Michka Seeliger-Chatelain
 (décembre 2022).
 (décembre 2022).
Il peut être nécessaire de l'améliorer pour respecter le principe de neutralité de point de vue. 

Michka Seeliger-Chatelain, dite Michka, née le 2 février 1944 en Dordogne, est une navigatrice, spécialiste des plantes, ainsi qu'autrice et éditrice française.

## Biographie
À vingt ans, Michka part retrouver un Britannique amoureux de la mer dans le sud de l’Angleterre. Sur place, tandis que le couple rénove un petit voilier, elle enseigne le français. Une fois les réparations effectuées, les deux aventuriers vendent leurs biens et s’en vont naviguer durant une année. C’est ainsi qu’elle expérimente, pour la première fois, une liberté qui lui ouvre des horizons. À l’issue de ce voyage, ils émigrent en Colombie-Britannique, à l’ouest du Canada. Plus tard, à bord d’un grand voilier, construits par leurs soins, ils rentrent en France en empruntant le canal de Panama. À la suite de ces années d’aventures, Michka publie son premier livre en 1977, chez Albin Michel : Le Grand départ et la vie sur l’eau. Plus tard, elle retourne en Colombie-Britannique avec un écrivain français. Ils construisent une « cabane » au sein de la vaste forêt canadienne – cela deviendra, pour Michka, le lieu où elle se sent le plus chez elle. Ensemble, ils donnent naissance à deux fils.
Au milieu des années 1980, l’autrice rentre en France. Là, elle se penche sur la question du chanvre et du cannabis, dont elle a fait la découverte près de Vancouver - le Canada sera l’un des premiers pays au monde à le légaliser. Elle publie, à Paris et Genève, des livres sur ce sujet chez différents éditeurs,,. En 1995, ses écrits lui valent d’être poursuivie en justice par un professeur anti-cannabis. Le procès a une portée médiatique, si bien qu’elle acquiert une réputation d’activiste, en France et à l’étranger,,,,,.
En 2000, Michka fonde, avec l’écrivain Tigrane Hadengue, la maison Mama Éditions. Michka s’est longtemps définie comme un pont reliant les cultures nord-américaine et française. Et ce, aussi bien en raison de son activité de traductrice - notamment des Livres de Seth de Jane Roberts, qu’en ce qui concerne ses décisions prises en qualité d’éditrice. La compagnie hollandaise Sensi Seeds, spécialisée dans le commerce de semences de cannabis, crée en 2017 une variété qu’elle baptise la « Michka », en hommage à l’autrice qui a permis de développer une meilleure connaissance de cette plante. Michka est une pionnière de l'agriculture biologique, des potagers urbains, de la naissance naturelle et de l’allaitement long. Elle fonde en 2001 le Musée du Fumeur.
Depuis la mort de sa mère en 2015, elle est parfois saisie de tremblements - Parkinson - qui lui font explorer les chemins de la guérison,. Aujourd’hui, elle consacre son temps à l’écriture et à son métier d’éditrice.